# متلازمة فرط اللزوجة
متلازمة فرط اللزوجة بشكل عام ظاهرة ثانوية تظهر عندما تكثر البروتينات، مما يؤدي لزيادة لزوجة المصل. النوع التقليدي من المتلازمة ناجم عن مستويات مرتفعة من الغلوبولينات المناعية من نوع (IgM Immunoglobulin M) كما هو الحال في مرض وجود الغلوبولين الكبروي بالدم ال (Waldenstrom's macroglobulinemia) ولكن أيضا يمكن ان تظهر بامراض مثل الورم النقيي المتعدد (Multiple myeloma).
قد يؤدي فرط اللزوجة إلى حدوث اضطرابات في دوران الاوعية الدقيقة (Microcirculation) في جهاز الاعصاب المركزي، مما يؤدي إلى ظهور اعراض تميز هذه المتلازمة: دوار، صداع، انخفاض بالسمع، مشاكل بالرؤية، نيمومة (Somnolence) وقد يصل الامر لحدوث نوبات صرع وفقدان الوعي (Syncope).
يسبب فرط اللزوجة زيادة حجم الدم أيضا. نتيجة لذلك، يكون هناك ضغط أكبر على عمل القلب واحيانا فشل قلبي. بالإضافة لذلك، يؤدي فرط اللزوجة لحدوث اضطرابات في التخثر وفي اداء الصفائح الدموية، وقد يؤدي لحدوث ظاهرة تقلص الاوعية الدموية الصغيرة باليدين والقدمين: ظاهرة رينو (Raynaud phenomenon).
أعراض فرط اللزوجة

## خلفية
اللزوجة مدى تماسك أو ترابط الجزيئات التي تركب الدم. تزيد اللزوجة من مقدار مقاومة جريان الدم، بدرجة أو بأخرى. يؤثر فرط لزوجة الدم على التدفق، ومعامل اللزوجة لسائل متدفق النسبة بين القوة المقاومة للسيلان وبين القوة الدافعة للسيلان - القوى القاصة. عندما تزيد درجة الحرارة، يقل معامل لزوجة السائل (ويزيد في حالة كانت المادة غازية).
ان فرط اللزوجة معرف وفقا للزوجة النسبية للمصل (Serum) مقارنة بلزوجة الماء؛ فاللزوجة السليمة هي 1.8 (لزوجة المصل حوالي ضعفي لزوجة الماء). تظهر اعراض فرط اللزوجة عندما تصل إلى قيم 5-6.

## أعراض فرط اللزوجة
تتمثل اعراض فرط اللزوجة الدوار، صداع، انخفاض بالسمع، مشاكل بالرؤية، نيمومة (Somnolence) وقد يصل الامر لحدوث نوبات صرع وفقدان الوعي (Syncope).
تشخيص فرط اللزوجة

## تشخيص فرط اللزوجة
يتم تشخيص فرط اللزوجة عن طريق قياس اللزوجة في المصل. ان اللزوجة الطبيعية هي بين 1.4 و1.8 . ان المرضى الذين تصل قيمة اللزوجة لديهم بين 2-4 لا يعانون عادة من اية اعراض. تظهر معظم الاعراض في القيم بين 4-8. ان قيم أكثر من 10 تسبب في الغالب ظهور اعراض لدى المريض.
علاج فرط اللزوجة

## علاج فرط اللزوجة
يتم علاج فرط اللزوجة بتبادل البلازما (Plasma exchange). نزيل بهذه الطريقة البروتينات الزائدة ونقلل من اللزوجة.
تقل الاعراض أو تختفي عقب هذا العلاج، ولكن جزء من الاضرار التي تحصل تكون دائمة، ، مثل انخفاض السمع نتيجة خثار وريدي (Venous thrombosis) في الاذن الداخلية.